# Силвен-Біч (Нью-Йорк)
Силвен-Біч (англ. Sylvan Beach) — селище (англ. village) в США, в окрузі Онейда штату Нью-Йорк. Населення — 890 осіб (2020).

## Географія
Силвен-Біч розташований за координатами 43°12′24″ пн. ш. 75°43′17″ зх. д. / 43.20667° пн. ш. 75.72139° зх. д. (43.206652, -75.721431).  За даними Бюро перепису населення США в 2010 році селище мало площу 1,83 км², з яких 1,78 км² — суходіл та 0,05 км² — водойми.

## Демографія
Згідно з переписом 2010 року, у селищі мешкало 897 осіб у 447 домогосподарствах у складі 246 родин. Густота населення становила 489 осіб/км².  Було 830 помешкань (453/км²).
Расовий склад населення:
| - 98,1 % — білих - 0,7 % — чорних або афроамериканців - 0,4 % — корінних американців - 0,2 % — азіатів |

До двох чи більше рас належало 0,6 %. Частка іспаномовних становила 0,8 % від усіх жителів.
За віковим діапазоном населення розподілялося таким чином: 15,2 % — особи молодші 18 років, 62,1 % — особи у віці 18—64 років, 22,7 % — особи у віці 65 років та старші. Медіана віку мешканця становила 49,9 року. На 100 осіб жіночої статі у селищі припадало 98,0 чоловіків;  на 100 жінок у віці від 18 років та старших — 100,8 чоловіків також старших 18 років.
Середній дохід на одне домашнє господарство  становив 46 728 доларів США (медіана — 40 147), а середній дохід на одну сім'ю — 53 170 доларів (медіана — 50 568). За межею бідності перебувало 12,3 % осіб, у тому числі 16,2 % дітей у віці до 18 років та 4,1 % осіб у віці 65 років та старших.
Цивільне працевлаштоване населення становило 294 особи. Основні галузі зайнятості: мистецтво, розваги та відпочинок — 23,1 %, виробництво — 19,0 %, роздрібна торгівля — 18,7 %.